# Pierre Savorgnan de Brazza
Pietro Paolo Savorgnan di Brazzà -més conegut pel seu nom francès Pierre Paul François Camille Savorgnan de Brazza— (Castelgandolfo, 26 de gener de 1852 – Dakar, 14 de setembre de 1905) va ser un explorador d'origen italià, nacionalitzat francès. Va fundar i va donar nom a l'actual capital de la República del Congo, Brazzaville.

## Biografia
Pietro Paolo di Brazzà va ser el desè dels dotze fills del Comte Ascanio Savorgnan di Brazzà, aristòcrata originari d'Udine, amb amplis contactes a França, i de Jacinta Simonetti del Marquès de Gavignano. Tot i ser estranger, va ser admès a la Marina francesa gràcies a l'apadrinament d'un amic de la família, l'almirall francès De Montaignac Amb només 16 anys, el desembre de 1868, va ingressar a l'escola naval de Brest. En esclatar la guerra francoprussiana, el 1870, Brazza va formar part de la tripulació del cuirassat La Revanche, encarregat de la vigilància de les costes del Mar del Nord. Més tard es va embarcar a la fragata Jeanne d'Arc, transportant les tropes franceses que anaven a enfrontar-se als insurgents cabilenys.
En tornar, va ser nomenat aspirant de primera classe, sempre com a estranger. El seu següent vaixell va ser la fragata Venus, que atracava regularment a Libreville. En un d'aquests viatges va descobrir la desembocadura del riu Ogooué i va concebre el projecte de remuntar-lo per demostrar que es tractava del mateix corrent fluvial del riu Congo.
El 12 d'agost de 1874 Brazza va obtenir, després de tres anys de tràmits, la nacionalitat francesa, gràcies a la influència del seu protector De Montaignac, llavors Ministre de Marina. La seva nova situació, però, amenaçava els seus projectes, ja que, en lloc del grau d'alferes de navili que li corresponia en la seva carrera com a estranger, passava a convertir-se en un simple mariner. Per solucionar-ho, De Montaignac va trobar un subterfugi: va fer que Brazza s'examinés per obtenir la credencial de capità de llarg recorregut. Aprovat l'examen, Brazza va poder reincorporar-se a la Marina amb el grau d'alferes auxiliar de navili, amb la qual cosa estava en condicions de comandar el seu propi vaixell.

## L'exploració de l'Ogooué

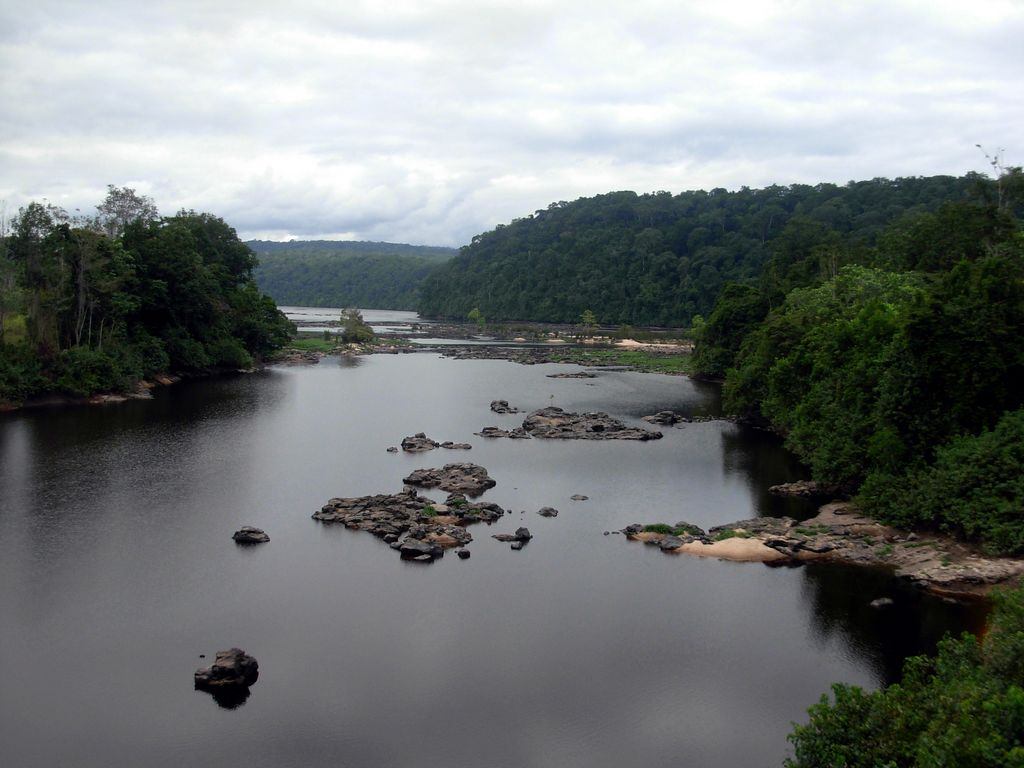
L'Ogooué.

Gràcies a la protecció de De Montaignac, Brazza va tenir l'oportunitat de dur a terme el seu projecte d'exploració, tot i que l'opinió pública francesa era contrària a l'expansió colonial a la zona, i fins i tot s'havia considerat seriosament abandonar la colònia del Gabon. El 15 de febrer de 1875 va rebre l'ordre d'explorar el curs del riu Ogooué. El viatge duraria tres anys. El 29 d'agost va partir cap a Dakar. L'expedició estava formada a més per tres francesos (el metge Noël Ballay, el contramestre Hanon, antic company de Brazza a la fragata Vénus, i el naturalista Alfred Marche), per tretze laptots i per quatre intèrprets senegalesos. L'expedició va partir de Libreville en el vapor Marabout i va començar a remuntar l'Ogooué el 3 de novembre de 1875. Deu dies després arribava a Lambarène, l'assentament europeu més remot. L'expedició es va aturar a Lambaréne durant gairebé dos mesos, mentre Brazza negociava l'ajuda de les tribus riberenques per a l'expedició. Finalment va partir l'11 de gener, escortat per nou piragües.

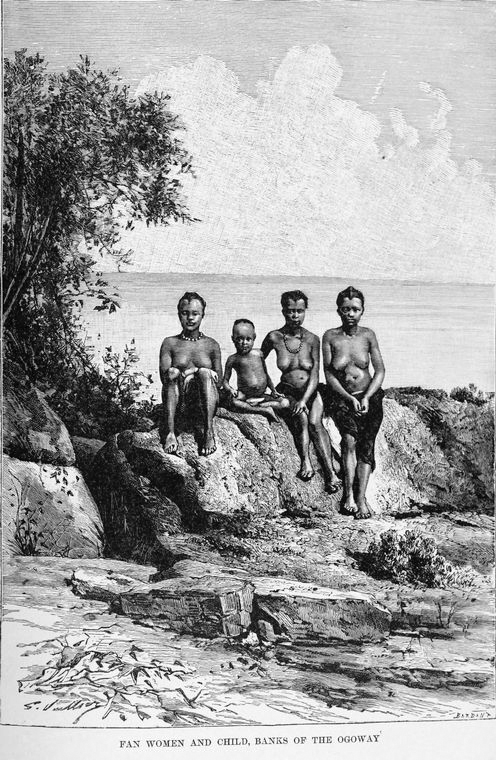
Habitants de les riberes de l'Ogooué el 1892.

El 10 de febrer va arribar a Lopé, llar dels okanda, un dels principals centres del comerç d'esclaus. Des d'allà va continuar el seu camí, contactant amb diversos pobles fins a arribar a Poubara, que va convertir durant un temps al seu quarter general. Va descobrir que s'havia equivocat, i no era possible accedir des del riu Ogoué al curs alt del Congo, però va decidir de continuar la seva exploració. Va entrar en contacte amb els bateke, agricultors sedentaris, que comerciaven amb tribus establertes al llarg del riu Alima, afluent del Congo. En el descens de l'Alima va haver d'enfrontar-se amb els apfourou. Tot i que desitjava continuar explorant, l'agost de 1878 l'expedició, vençuda per la fam i les nombroses dificultats, va haver de tornar sobre els seus passos. No obstant això, Brazza havia descobert una ruta relativament fàcil per accedir a la conca de l'Alt Congo, i a la regió explorada per ell hi havia abundància de productes comercials, com ara l'ivori i el cautxú, per la qual cosa la seva exploració semblava obrir noves expectatives a la colonització francesa.
Brazza havia hagut de pagar de la seva pròpia butxaca gran part de les despeses de l'expedició. Quan se li van esgotar els fons, va demanar més diners al govern francès, però li van ser denegats, i va haver de recórrer llavors a la seva pròpia família. L'expedició va durar tres anys. En tornar, el 1878, li va ser concedida la Legió d'Honor.

## El Congo francès

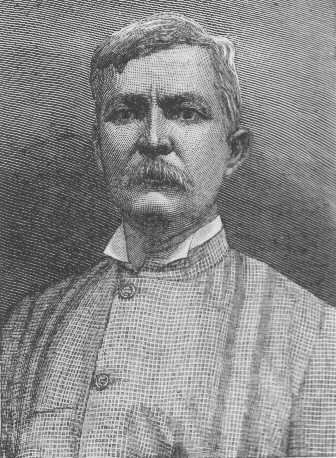
Henry Morton Stanley, àlies Boulou Matari.

A instàncies de Ferdinand de Lesseps, responsable del comitè francès de l'Associació Internacional Africana fundada per Leopold II de Bèlgica, li va ser concedida a Brazza, el 1879, una llicència extraordinària per dur a terme una missió per encàrrec de l'AIA. L'octubre de 1879 va partir de França, i al març de 1880 sortia de Libreville. Poc després, al juny, fundava la ciutat de Franceville a la confluència dels rius Ogooué i Passa. Al setembre d'aquest mateix any va signar un tractat amb el rei Iloo, makoko dels bateke, l'anomenat Tractat Brazza-Makoko, pel qual el cap africà cedia el seu territori a França (en realitat, Brazza s'estava excedint en les seves atribucions, ja que ell actuava per compte de l'AIA i no del govern francès). A aquest van seguir d'altres tractats amb caps locals. Va viatjar fins a l'actual Malebo Pool, en el marge dret va fundar un assentament francès, origen de l'actual Brazzaville. Amb aquest viatge, va posar les bases del domini francès en el Congo. Va mantenir els seus acords ocults a Henry Morton Stanley, qui, a les ordres de Leopold II de Bèlgica, havia signat també acords amb nombrosos caps tribals de la zona del Congo. El 1882 va tornar a França, on va ser rebut amb tots els honors, i va convèncer el govern de la conveniència d'annexionar-se el Congo. El 30 de novembre d'aquest mateix any es promulgà una llei ratificant el tractat Brazza-Makoko, i posant sota protectorat francès les regions descobertes.
El gener de 1883, Brazza va tornar a l'Àfrica, aquest cop en missió oficial del govern francès, com a comissari general de la República Francesa a l'oest d'Àfrica. Amb un nombrós equip, format per més de quatre-cents homes, es va dedicar fonamentalment a establir nous assentaments a la zona recentment annexionada per França, en dura competència amb els enviats de Leopold II de Bèlgica, que buscaven expandir-se en nom de l'Associació Internacional del Congo. Va ratificar els tractats amb els caps locals i va establir l'emplaçament definitiu de Brazzaville, el 1884.
El conflicte d'interessos en el Congo entre francesos, l'Associació Internacional del Congo (hereva de l'Associació Internacional Africana) i altres potències europees, va provocar la convocatòria d'una conferència internacional a Berlín, el 1885. A la conferència es van delimitar els respectius territoris de França i de l'Associació Internacional del Congo de Leopold de Bèlgica, qui veia així reconegudes les seves aspiracions. Brazza va tornar a França al desembre d'aquest mateix any.

## Governador del Congo

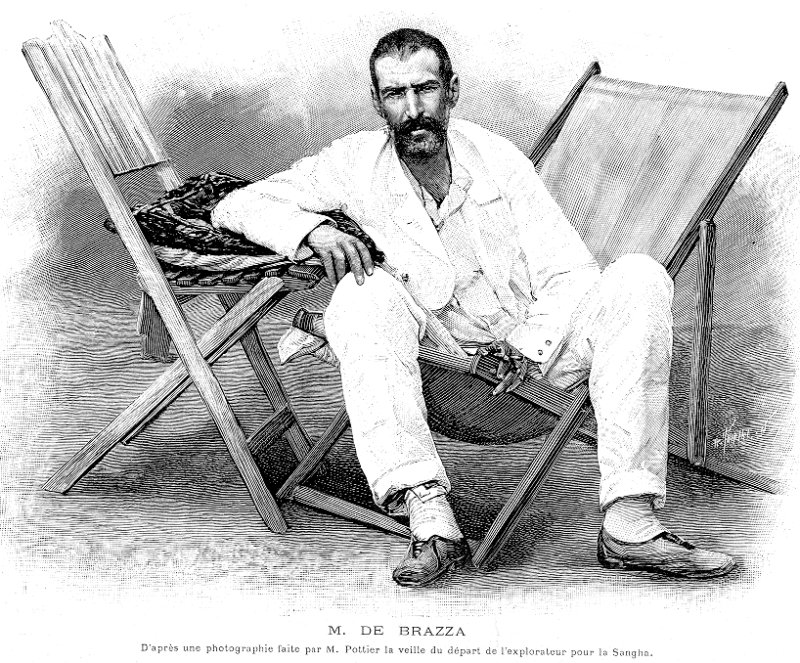
Dibuix de De Brazza el 1895.

El 27 d'abril de 1886, Brazza va ser nomenat governador general dels territoris francesos a l'oest d'Àfrica (commissaire général du Gouvernement), càrrec depenent del Ministeri de Marina. Sota la seva autoritat es trobaven tant els nous territoris com la més antiga colònia del Gabon: tots dos territoris s'unificarien administrativament al desembre de 1888, i el 1891 se'ls donaria el nom de Congo Francès, que el 1910 es convertiria en part de l'Àfrica Equatorial Francesa, amb capital a Brazzaville.
Brazza no va dur a terme una explotació sistemàtica dels recursos naturals de la zona semblant a l'empresa per Leopold II a l'Estat Lliure del Congo. En general, es considera que les condicions de vida dels nadius al Congo Francès durant el mandat de Brazza van ser molt més suportables que les que Leopold II va imposar als seus súbdits. A partir de 1896, però, Brazza es va convertir en el blanc dels atacs de la premsa francesa, per l'escàs profit econòmic que s'estava obtenint de la colònia. Tot i que no li van faltar il·lustres valedors, com Pierre Loti, finalment va ser obligat a dimitir el 1898.

## Darrers anys
Va passar els anys següents entre França, Itàlia i Algèria.
Malgrat haver hagut de dimitir del seu càrrec com a governador, els seus mèrits van ser reconeguts pel seu govern, i el 1902 se li va atorgar una generosa pensió vitalícia de 10.000 francs.
El 1905 van sortir a la llum els excessos del govern del Congo francès contra la població indígena (l'anomenat "affaire Gaud-Toqué"). Per aplacar a l'opinió pública internacional, Brazza, respectat per la benevolència de la seva gestió, va ser cridat de nou al Congo per inspeccionar la situació del territori. Mentre complia aquesta missió, va emmalaltir de disenteria, i va morir a Dakar el 14 de setembre de 1905.
En el seu honor es va erigir un mausoleu a Brazzaville, on van ser traslladades les seves cendres, des d'Alger, el juny de 2006.